# Xoridesopus xanthosema
Xoridesopus xanthosema är en stekelart som beskrevs av Gupta 1983. Xoridesopus xanthosema ingår i släktet Xoridesopus och familjen brokparasitsteklar. Inga underarter finns listade i Catalogue of Life.